# Lactarius horakii
Lactarius horakii é um fungo que pertence ao gênero de cogumelos Lactarius na ordem Russulales. Encontrado na Indonésia, foi descrito cientificamente por Nuytinck e Verbeken em 2006.